# ريد بولارد
ريد بولارد هو فارس كندي، ولد في 27 أكتوبر 1909 في إدمونتون في كندا، وتوفي في 7 مارس 1981 في بوتكيت في الولايات المتحدة.